# سترونج هولد: أمراء الحرب
سترونج هولد: أمراء الحرب (بالإنجليزية: Stronghold Warlords)‏ هي امتداد للعبة الحصن الصادرة عام 2001 من Firefly Studios وتختلف هذه الإصدارة عن سابقتها في أنها أستحدث بها نظام يسمى «أمراء الحرب» يتيح من خلال لوحة تحكم تسمى «خريطة الملوك» التحكم في الإستحواز على ولاء الإمارات المحيطة للاستفادة من القدرات المتنوعة لكل إمارة للمساعدة في الفوز في اللعبة.
تتيح اللعبة اللعب بأحد الفرق التالية: قوات إمبراطورية الصين وجيوش شوغونية توكوغاوااليابان وقوات محاربي المغول وجيوش قبائل فيتنام.